# Рієчка (округ Рімавська Собота)
Рієчка (словац. Riečka, угор. Sajórecske) — село, громада в окрузі Рімавська Собота, Банськобистрицький край, Словаччина. Кадастрова площа громади — 4,78 км². Населення — 231 осіб (за оцінкою на 31 грудня 2017 р.).
Перша згадка 1282 року.

## Населення
| Рік:            | 1994. | 2004.   | 2014.   | 2024.   |
| --------------- | ----- | ------- | ------- | ------- |
| Кількість осіб: | 240   | 235     | 234     | 220     |
| Різниця:        |       | -2,08 % | -0,42 % | -5,98 % |

| Рік:            | 2023. | 2024.   |
| --------------- | ----- | ------- |
| Кількість осіб: | 215   | 220     |
| Різниця:        |       | +2,32 % |